# Fermín Zanón Cervera
Fermín Zanón Cervera (Godelleta, 1875 - 1944) foi um zoólogo espanhol. Lutou em Cuba na Guerra Hispano-Americana e permaneceu como membro da Guarda Civil antes de se tornar um naturalista profissional. Trabalhou no Ministério da Agricultura e Agronomia cubano, onde foi conservador da coleção entomológica.
O herpetologista americano Thomas Barbour tinha sido acompanhado por Cervera em suas visitas a Cuba, e na audição de aves raras encontradas na Ciénaga de Zapata. Lá, ele descobriu três espécies de aves novas para a ciência que ele enviou para Barbour para a descrição formal.
O nome binomial dado por Barbour a duas dessas três novas espécies homenageiam seu descobridor:
- Ferminia cerverai
- Torreornis inexpectata
- Frango-d’água-cubano (Cyanolimnas cerverai)